# Estación de Sainte-Colombe - Septveilles
La estación de Sainte-Colombe - Septveilles es una estación ferroviaria francesa situada en la comuna de Sainte-Colombe, cerca del lugar llamado Septveilles le Bas, en el departamento de Seine-et-Marne, al este de París. Por ella transitan únicamente los trenes de cercanías de la línea P del Transilien.

## Historia
Cuando fue construida la línea Longueville - Esternay por parte de la Compañía de Ferrocarriles del Este, la estación se configuró con un apeadero en el que sólo había un pequeño edificio usado por la persona encargada del funcionamiento de un cercano paso a nivel con barrera. Dicha compañía mantuvo la explotación de la estación hasta 1938, momento en el cual se creó la SNCF. 
Al no estar electrificada los trenes empleados durante mucho tiempo fueron automotores EAD (en circulación entre 1963 y 1981), pero ante las quejas de los usuarios fueron sustituidos en el 2004 por coches reversibles realizados en acero inoxidable RIB y RIO conducidas por locomotoras diésel BB 67400. Mal conservadas fueron sustituidas desde el 2008 por modernos automotores B 82500, apodados Bibi al ser duales (eléctricos o diésel) y bitensión (1,5 kV continuo o 25 kV 50 Hz).
En 2010, el tramo Provins - Longueville, el único actualmente operativo para viajeros, ya que el resto o ha sido cerrado o sólo tiene tráfico de mercancías, ha sido renovado con nuevas vías, traviesas y balasto. 

## Descripción
La estación se compone únicamente de una pequeña caseta de ladrillos que sirve de sala de espera, de un largo y estrecho andén curvado y de una única vía sin electrificar. Los viajeros tienen a su disposición únicamente máquinas expendedoras de billetes ya que la estación no dispone de personal dedicado a la atención comercial.